# フォン・スチューベン (原子力潜水艦)
|          |                                                  |
| 艦歴     |                                                  |
| 発注:    | 1961年7月20日                                    |
| 起工:    | 1962年9月4日                                     |
| 進水:    | 1963年10月18日                                   |
| 就役:    | 1964年9月30日                                    |
| 退役:    | 1994年2月26日                                    |
| 除籍:    | 1994年2月26日                                    |
| その後:  | 原子力艦再利用プログラム                         |
| 性能諸元 |                                                  |
| 排水量:  | 基準：6,504トン 水上：7,250トン、水中：8,250トン |
| 全長:    | 129.5 m (425 ft)                                 |
| 全幅:    | 33 ft                                            |
| 吃水:    | 32 ft                                            |
| 機関:    | 原子力ギアード・タービン推進 GE S5W原子炉 1基    |
| 最大速:  | 20+ ノット                                       |
| 兵員:    | 士官、兵員120名                                  |
| 兵装:    | 21インチ魚雷発射管4基 トライデント・ミサイル16発 |

フォン・スチューベン(USS Von Steuben, SSBN-632)は、アメリカ海軍のジェームズ・マディソン級原子力潜水艦の6番艦。艦名はアメリカ独立戦争に従軍したプロイセン王国の陸軍士官フリードリッヒ・ヴィルヘルム・フォン・シュトイベンに因む。その名を持つ艦としては第一次世界大戦時に接収したドイツ貨客船クローンプリンツ・ヴィルヘルム号を改名(ID-3017)して以来2隻目。

## 艦歴
フォン・スチューベンの建造は1961年7月20日にバージニア州ニューポート・ニューズのニューポート・ニューズ造船所に発注され、1962年9月4日に起工した。1963年10月18日にフレッド・コース夫人によって命名、進水し、1964年9月30日にブルー班のジョン・P・ワイズ艦長およびゴールド班のジェフリー・C・メッツェル艦長の指揮下就役する
1964年の秋にフォン・スチューベンは各班それぞれの整調航海を完了し、続いて対潜水艦戦訓練を行った。12月22日にゴールド班は、クリスマス休暇でニューポート・ニューズに帰還する前に最初のポラリス・ミサイルを大西洋試験海域で発射した。1965年に入ると乗組員が交代し、ケープ・カナベラル沖の試験海域でブルー班がミサイル発射訓練を行う。2月に訓練を完了しニューポート・ニューズに帰還する。
3月にフォン・スチューベンは最初の配備に就く。新たな母港のサウスカロライナ州チャールストンで第18潜水艦戦隊に合流し、直ちに戦略抑止哨戒を開始する。
1968年に11回目の哨戒を完了し、フォン・スチューベンは第16潜水艦戦隊に転属する。スペインのロタを拠点として1969年半まで作戦活動を行う。この間の1968年夏にはコネチカット州グロトンのエレクトリック・ボート社で補修を受ける。その後ロタから哨戒を再開した。1970年11月にフォン・スチューベンは再びグロトンを訪れ、16ヶ月のオーバーホールに入る。この間にポセイドン C-3 ミサイルを運用するための改修が行われた。転換作業が終了後の1971年初めに整調を行い、2月から3月にかけてポセイドン・ミサイルの発射試験を行う。フォン・スチューベンはチャールストンに帰還し、1971年5月に哨戒を再開した。
フォン・スチューベンは1980年代の初めにトライデント・ミサイルを運用するための改修が行われた。
フォン・スチューベンは1994年2月26日に退役し、同日除籍された。その後ワシントン州ブレマートンで原子力艦再利用プログラムの下2000年10月1日に解体作業に入り、作業は2001年10月30日に完了した。